# Sascha Anderson
Alexander „Sascha“ Anderson (* 24. August 1953 in Weimar) ist ein deutscher Schriftsteller. In den 1980er Jahren galt er als bedeutender Protagonist der alternativen Schriftsteller- und Künstlerszene im Prenzlauer Berg in Ost-Berlin. Unmittelbar nach der Wende wurde er als ehemaliger Inoffizieller Mitarbeiter (IM) des MfS enttarnt.

## Leben
Sascha Anderson wurde geboren als Sohn des Theaterdramaturgen Dieter Anderson und der Architektin Monika Krauße-Anderson, die später Regisseurin im DEFA-Studio für Trickfilme in Dresden war.
Von 1969 bis 1971 lernte er den Beruf des Schriftsetzers in Dresden. Wegen Flugblattaktionen und Verbreitung von Gedichten des Liedermachers und Lyrikers Wolf Biermann wurde Anderson 1970 sechs Monate und 1972 zwölf Monate inhaftiert. Zwischen 1978 und 1979 war er erneut inhaftiert, diesmal wegen Scheckbetruges. 1972 arbeitete er als Zerspaner und als Hilfskraft in einem Antiquariat. Von 1974 bis 1975 folgte ein Volontariat bei der DEFA in Babelsberg, von 1976 bis 1978 war Anderson Autor an der Hochschule für Film und Fernsehen Potsdam. Es folgten weitere Nebenjobs wie Nachtpförtner in einer Molkerei und Gleisbauarbeiter in der Braunkohle im Strafvollzug Luckau, danach Hausmeister an der Versöhnungskirche in Dresden-Striesen. Um die Redaktionsarbeit direkt zu beeinflussen, bewarb er sich (erfolglos) am 1. September 1980 – vermutlich auf Veranlassung des MfS – als Technischer Redakteur bei der Kirchenzeitung Der Sonntag, die zu politisch missliebigen Themen wie Friedensethik, Umweltschutz und Menschenrechten publizierte. 1980 lernte er in Dresden den Liedersänger und Publizisten Ekkehard Maaß kennen, der ihn nach Berlin einlud. Maaß lebte dort mit der Keramik-Künstlerin Wilfriede Maaß, die den literarischen Küchensalon gestaltete.
1981 zog Anderson dann ganz zu Wilfriede Maaß nach Berlin und begann eine Beziehung mit ihr. In der Folgezeit entwickelte er sich zu einem der bedeutendsten Protagonisten der alternativen Künstlerszene im Prenzlauer Berg. Er veröffentlichte zahlreiche Untergrund-Publikationen und spielte in mehreren Rockgruppen (Zwitschermaschine, Fabrik). Unter anderem war er maßgeblich an der westdeutschen Veröffentlichung der Split-LP DDR von unten mit der Band Schleim-Keim beteiligt. Von der Zwitschermaschine-Seite schrieb er bei vier von fünf Liedern die Texte. Charakteristika seiner Lyrik und seiner Songtexte waren das Spiel mit Ernst und Ironie sowie die Verwendung von Paradoxien und Metaphern, die nicht bestimmt zu entschlüsseln waren.
1986 stellte Anderson einen Ausreiseantrag, dem kurz darauf stattgegeben wurde, sodass Anderson noch im selben Jahr nach West-Berlin übersiedeln konnte.
Anderson war 1990 Mitbegründer des Lyrikverlages Druckhaus Galrev. Im folgenden Jahr verdichteten sich die Hinweise auf seine Tätigkeit als Inoffizieller Mitarbeiter des Ministeriums für Staatssicherheit der DDR.
1996 gründete Anderson gemeinsam mit Bert Papenfuß-Gorek die Edition Poetische Boegen. Von 2006 bis 2013 gab er ebenfalls mit Papenfuß die Reihe Black Paperhouse im Gutleut Verlag Frankfurt a. M. heraus. Er arbeitet außerdem als Layouter und Texter für Rockbands.
Er ist mit der Schriftstellerin Alissa Walser verheiratet, sein Schwiegervater war der Schriftsteller Martin Walser. Anderson lebt in der Nähe von Frankfurt am Main.

### Spitzelskandal
Seit 1975 war Anderson unter den Decknamen David Menzer, Fritz Müller und Peters IM des MfS (IMB: Inoffizieller Mitarbeiter mit Feindberührung); er bespitzelte vor allem Kollegen und Künstlerfreunde im Prenzlauer Berg, darunter Elke Erb, Jan Faktor, Wolfgang Hilbig, Uwe Kolbe, Bert Papenfuß-Gorek, Lutz Rathenow und Cornelia Schleime.
Anderson arbeitete auch nach seiner Übersiedlung nach West-Berlin 1986 weiter für die Stasi, wobei er seine Position als anerkannter Künstler und vermeintlicher „Dissident“ geschickt nutzte. 1987 bekam er zusammen mit Jürgen Fuchs den Thomas-Dehler-Preis des Bundesministeriums für innerdeutsche Beziehungen. Seine Enttarnung durch Wolf Biermann und Jürgen Fuchs löste eine breite Debatte aus. Biermann beschuldigte Anderson im Oktober 1991 in seiner Rede zur Verleihung des Georg-Büchner-Preises zunächst indirekt, einige Tage später in einem Interview direkt der Stasi-Mitarbeit (Schwätzer Sascha Arschloch, ein Stasi-Spitzel, der immer noch cool den Musensohn spielt und hofft, dass seine Akten nie auftauchen).
Trotz dokumentierter Belege seiner Spitzeltätigkeit stritt Anderson die Vorwürfe zunächst ab und bestand auf dem ihm im selben Jahr zuerkannten Stipendium der Deutschen Akademie Rom Villa Massimo in Rom, das er dann zunächst aussetzte und einige Zeit später doch noch in Anspruch nahm. 1996 wurde er vom Kammergericht Berlin zu einer Geldstrafe verurteilt. 2002 veröffentlichte Anderson eine Autobiographie, die bei den meisten Kritikern durchfiel, vor allem, weil kein nachvollziehbarer Grund für die Spitzeltätigkeit genannt wurde.

## Zitate zum Spitzelskandal um Anderson

### Anderson selbst
- Ich war immer überheblich, das ist ausgenutzt worden, die haben mich erzählen lassen. Man redet über Hinz und Kunz, über Freunde und Familie – Scheißdreck! Ich habe mich an der Stelle völlig überhoben.[13]

- Ich habe bis heute kaum Erklärungen [für meinen Verrat], schon gar keine öffentlichen. So unterschiedlich, wie die Gründe sind, daß ich zur Staatssicherheit kam und blieb, so differenziert wird wohl auch der Weg aus dem Trichter heraus sein. Gläubigkeit, Voyeurismus, das Spiel mit der eigenen Existenz?[14]

- Ich wurde vor zehn Jahren als Spitzel enttarnt. Ich war zu feige, mich als 100%igen Lyriker, als 100%igen Macher, als 100%igen Menschen aufzukündigen. Die letzten zehn Jahre waren nicht durch die Akten dominiert. Die Verhältnisse, die über mich hinausgingen, waren wichtig. Ich war, ich bin in Raum und Zeit zerrissen. Der Mensch zerreißt an innerer Polarisierung. Das, was ist, hat die Katastrophen anderer überlebt. Es zerfetzt mich jetzt wie einst, es läßt mich mir wiederbegegnen in meinen finstersten Stunden. Es geht nicht um Wiedergutmachen, Entschuldigen – es ist nichts wiedergutzumachen, zu entschuldigen.[15]

- Ich gebe zu: Ich war dumm zu glauben, ich könnte meine Vergangenheit einfach so abstreiten. Aber so war ich halt: einfach dumm. Ich brauchte Jahre, bis ich so weit war und sagen konnte: Ja, ich war ein Spitzel, ja, so und so ist es wirklich gewesen.[16]

### Kollegen und Kritiker
- Das A steht für Arschloch. Seit der Lyriker Sascha Anderson 1991 von Wolf Biermann mit derbem Vokabular und großem Medien-Krawumm als Stasi-Spitzel enttarnt wurde, hat sich das A-Wort in seinen Namen eingeschrieben. Damals, im ersten Schreck gänzlich unkonspirativer Transparenz und auf dem Höhepunkt medialer Stasi-Dämonisierung, leugnete er vor laufender Kamera seine bisherige berufliche Tätigkeit in Diensten des MfS. Doch die Indizien waren so eindeutig, dass er den Sachverhalt schließlich akzeptieren musste. Seither ist er zum exemplarischen IM der DDR-Literatur geworden, vielleicht mehr, als er es einst gewesen ist, als er zwischen Kunst und Konspiration nicht so genau zu unterscheiden wusste. Jörg Magenau[17]

- Anderson war Stratege, er war inoffizieller Arm der offiziellen Kulturpolitik. Das machte ihn für die Stasi wichtiger als jeden anderen IM. Klaus Michael[18]

- Im Nachhinein war das eine ganz merkwürdige Situation, absurder hätte es kaum sein können. Auf der einen Seite war Anderson dieser Untergrundguru, der uns allen Kunstverkäufe organisiert und sich um meine Ausreise gekümmert hat, auf der anderen Seite steckte er mit der Stasi unter einem Hut. Da später nie ein Gespräch mit ihm möglich war, habe ich nie verstanden, ob er tatsächlich zwei Figuren gelebt hat und in gewisser Weise schizophren war. Ich denke mal, dass es eine Persönlichkeitsstörung war und nicht politisch. Christine Schlegel[19]

- Die wohlwollenden Informationen von Anderson […] [verschafften] einigen Künstlern und Autoren das zusätzliche Gütesiegel der politischen Harmlosigkeit. Das auch bei Leuten, deren lebensprägender Anarchismus und deren Texte das aus Sicht des MfS nicht nahe legten. In dem Sinn dürfen die sich als von den IMs gefördert betrachten. Das Gütesiegel harmlos brachte dann schon einmal eine Westreisegenehmigung oder in der späten DDR die Präsenz in einer literarischen Reihe. Offenbar haben diese Leute die meisten Schwierigkeiten mit der IM-Debatte. Mancher hat Anderson sehr viel zu verdanken und er weiß heute nicht mehr, wie viel davon mit Stasi-Wohlwollen (im seltensten Fall per Auftrag) geschah. Also jene, denen Anderson oder andere nutzen wollten, laufen heute mit dem permanenten schlechten Gewissen herum. Das macht sie übellaunig und aggressiv. Antiwestliche Affekte einiger Autoren des Prenzlauer Berges sind auch so zu verstehen. Lutz Rathenow[20]

## Auszeichnungen
- 1987 Thomas-Dehler-Preis des Bundesministeriums für innerdeutsche Beziehungen (mit Jürgen Fuchs)
- 1989 Arbeitsstipendium für Berliner Schriftsteller
- 1991 Stipendium für die Villa Massimo (1991 ausgesetzt, zu einem späteren Zeitpunkt in Anspruch genommen)

## Werke
- Marienkäfer Siebenpunkt. Mit Gisela Röder. Junge Welt, Berlin 1980
- Jeder Satellit hat einen Killersatelliten. Gedichte. Mit Zeichnungen von Ralf Kerbach. Rotbuch, Berlin 1982, 2. erweiterte Auflage mit einer CD von Fabrik und Zwitschermaschine und einem eingelegten Bogen autobiografischer Gedichte. Druckhaus Galrev, Berlin 1998, ISBN 3-933149-08-8
- Dezember: Poe-sie-all-peng. Mit Wolfram Scheffler. Selbstverlag, Berlin 1982
- Totenreklame. Eine Reise. Gedichte und Texte. Mit Zeichnungen von Ralf Kerbach. Rotbuch, Berlin 1983, ISBN 3-88022-273-8
- Waldmaschine. Übung vierhändig. Mit Ralf Kerbach, Cornelia Schleime und Michael Wildenhain. Rotbuch, Berlin 1984, ISBN 3-88022-298-3
- Tiefe Blicke. (Johann-Karl Schmidt mit Eckhart Gillen und Jörg Johnen). DuMont, Köln 1984, ISBN 3-7701-1740-9
- O. T. Lyrik und Grafik. Mit Helge Leiberg. Edition Mariannenpresse, Berlin 1985, ISBN 3-922510-27-2
- Ich fühle mich in Grenzen wohl. Fünfzehn deutsche Sonette. Mit Stefan Döring und Bert Papenfuß-Gorek. Mit Steindrucken von Ouhi Cha. Edition Mariannenpresse, Berlin 1987, ISBN 3-922510-31-0
- Brunnen, randvoll. Erzählungen und Gedichte. Mit Holzschnitten von Ralf Kerbach. Rotbuch, Berlin 1988, ISBN 3-88022-727-6
- Zachor. Mit A. R. Penck und John Gerard Papier. Selbstverlag, Berlin 1990
- Jewish Jetset. Gedichte und ein Essay. Mit Zeichnungen von A. R. Penck. Druckhaus Galrev, Berlin 1991, ISBN 3-910161-08-1
- Rosa indica vulgaris. Gedichte und ein Essay. Mit Zeichnungen von A. R. Penck. Druckhaus Galrev, Berlin 1994, ISBN 3-910161-58-8
- Herbstzerreissen. Gedichte. Druckhaus Galrev, Berlin 1997, ISBN 3-910161-83-9
- Sascha Anderson. Autobiographie. DuMont, Köln 2002, ISBN 3-8321-5904-5
- Acht Gedichte des Ichs, das an ihr vorüberging Mit Zeichnungen von Alissa Walser. Wessenberg Museum, Konstanz 2004
- Crime Sites – nach Heraklit. Gedichte 1998–2005. Gutleut, Frankfurt a. M. 2006, ISBN 978-3-936826-61-6
- Totenhaus. Novelle. Gutleut, Frankfurt a. M. und Weimar 2006, ISBN 978-3-936826-60-9
- DA IST … 33 Gedichte über Kunst oder Leben. Gutleut, Frankfurt a. M. und Weimar, 2008, ISBN 978-3-936826-45-6
- So taucht Sprache ins Sprechen ein, um zu vergessen. Gedichte. Weissbooks, Zürich, 2019, ISBN 978-3-86337-176-0
- Sie (siehe: »Walle! Walle!« und »Novalis' Vasen«). Neue Gedichte und Essays ... Über ein der Erwähnung nicht wertes Stöckchen zu springen, Edition Faust, Frankfurt am Main 2023, ISBN 978-3-949774-22-5

## Film
- 1994: Der Verrat, Dokumentarfilm. Drehbuch: Björn Cederberg, Regie: Fredrik von Krusenstjerna.[21][22] Deutsche Fassung: Gabriele Gärtner[23]
- 2014: Anderson. Regie: Annekatrin Hendel[24][9]
- 2022: Stasikomödie, Regie: Leander Haußmann; die Figur des Ludger Fuchs wurde als Anspielung auf Anderson gedeutet[25][26]